# Partitura

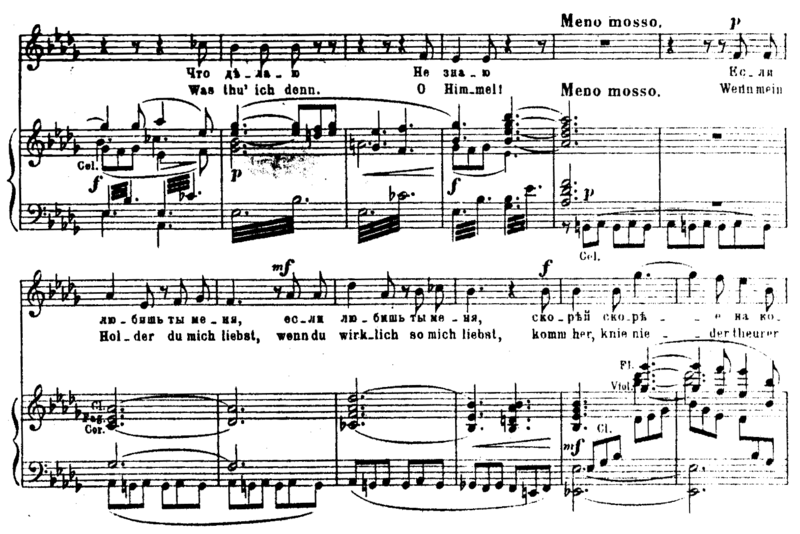
Una partitura per a veu i piano.

Una partitura és l'escriptura musical completa d'una obra. En una partitura es troben representades les diferents veus que d'una obra mitjançant els pentagrames. Els diferents sons de la música són representats a base de notes que tenen una diferent durada i altura.
En les obres orquestrals, s'anomena així la partitura, com a text general que utilitza exclusivament el director d'orquestra. En aquestes partitures es troba tota la música que sonarà, en contraposició a la particel·la, que és cada una de les partitures individuals de cada músic.
La partitura consta d'un pentagrama, sobre el qual s'ubiquen els components musicals de l'obra escrita en la partitura: les notes i figures, les alteracions, l'armadura de clau, la indicació de temps, les lligadures entre notes, etc.